# Правобережний канал
Правобере́жний канал (словац. Pravobrežný kanál) — меліоративний канал; притока Ондави, протікає в округах Требишів і Михайлівці.
Довжина приблизно 14,5—15,0 км. Витік знаходиться в масиві Східнословацька низовина — меліорація угідь Бачковського потоку.
Протікає територією сіл Парховани; Войчиці; Горовце; Бановці-над-Ондавою; Тушиці; Тушицька Нова Весь і міста Требишів. Впадає в Ондаву біля Требішова.